# Kanton Sarre-Union
Kanton Sarre-Union (fr. Canton de Sarre-Union) byl francouzský kanton v departementu Bas-Rhin v regionu Alsasko. Tvořilo ho 20 obcí. Zrušen byl po reformě kantonů 2014.

## Obce kantonu
- Altwiller
- Bissert
- Butten
- Dehlingen
- Diedendorf
- Domfessel
- Harskirchen
- Herbitzheim
- Hinsingen
- Keskastel
- Lorentzen
- Oermingen
- Ratzwiller
- Rimsdorf
- Sarre-Union
- Sarrewerden
- Schopperten
- Siltzheim
- Vœllerdingen
- Wolfskirchen